# تاواس سیتی (میشیگان)
تاواس سیتی، میشیگان (به انگلیسی: Tawas City, Michigan) یک شهر در ایالات متحده آمریکا با جمعیت ۱٬۸۲۷ نفر است که در میشیگان واقع شده‌است.

## موقعیت جغرافیایی
موقعیت جغرافیایی شهرها و مناطق اطراف به شرح زیر است: